# 宿松县
宿松县在中國安徽省西南部、长江北岸，是安徽省下辖的两个省直管县之一，邻接湖北、江西两省。区域总面积为2,369.95平方公里。

## 地理
地处安徽省西南皖鄂赣三省结合部，东经115°52′50〞～116°34′40〞，北纬29°47′30〞～30°25′50〞。东邻本省望江县，南与江西省九江市柴桑区、湖口、彭泽隔长江相望，西连湖北省蕲春、黄梅二县，北接本省太湖县。县人民政府驻人民中路104号。距省会合肥220公里，距安庆市140公里，距九江市60公里，距南昌市180公里，距武汉市190公里。邮政编码246500。县城驻地為孚玉镇。面积2393.53平方公里。

## 人口
根据(安徽省)安庆市第七次全国人口普查公报显示：宿松县常住人口为612586人，男性人口占比51.89%，女性人口占比48.11%，年龄结构中0-14岁占比21.38%，15-59岁占比58.15%，60岁以上占比20.47%，65岁以上占比16.57%。
2011年末，辖区总人口83.69万，其中城镇常住人口21.61万，城镇化率31.23%。另有流动人口27.53万人。

## 历史沿革
南朝梁武帝天监初称高塘郡，隋文帝开皇十八年（公元598年）始称宿松县。
宿松史称“松兹”、“松滋”。据《晋书》和《太平寰宇》记载，晋咸康三年（337年），松滋县民（今宿松人）为避战乱，在荆州地区另立松滋县（“于荆土侨置松滋县”），原松滋县改名为“宿松县”即“老松滋县”（“宿”意“老”）。

## 行政区划
宿松县下辖9个镇、13个乡：
孚玉镇、复兴镇、汇口镇、许岭镇、下仓镇、二郎镇、华亭镇、凉亭镇、长铺镇、高岭乡、程岭乡、九姑乡、千岭乡、洲头乡、佐坝乡、北浴乡、陈汉乡、隘口乡、柳坪乡、趾凤乡、河塌乡、五里乡、九成监狱管理分局和华阳河农场总场。

## 交通
- 105国道过境。
- 高铁宿松东站。
- 火车站宿松站。
- 长江航运。

## 教育
- 宿松中学
- 程集中学
- 花凉中学
- 九姑中学
- 宿松二中
- 凉亭中学
- 复兴中学
- 隘口中学

## 名胜古迹

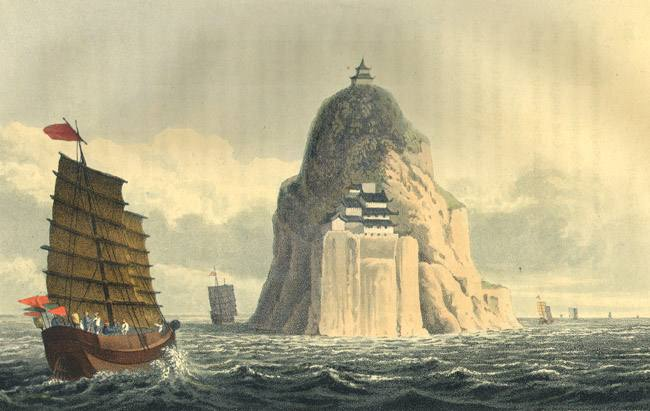
19世纪初小孤山

- 小孤山：屹立在宿松城东南六十公里的长江中，秀峰独立，“障百川于千里，纳群山于足下”。誉为“长江绝独”、“江上第一景”。
- 白崖寨：位于宿松县城西北趾凤乡境内，主峰雁恋坡海拔四百七十六米，窄径凌空，飘崖百例。“南国小长城”白崖寨就盘卧于向崖山上。
- 九井沟
- 石莲洞国家森林公园

## 特产
黄湖大闸蟹：中国地理标志产品。
程集豆条：宿松人称之为“条子”，是一种长条形圆柱体的油炸豆制品，色泽金黄，通常以煮的方式烹饪，煮熟后鲜香而富有弹性，其特点是耐煮、不易化烂。常与火锅搭配食用。